# Gueules cassées

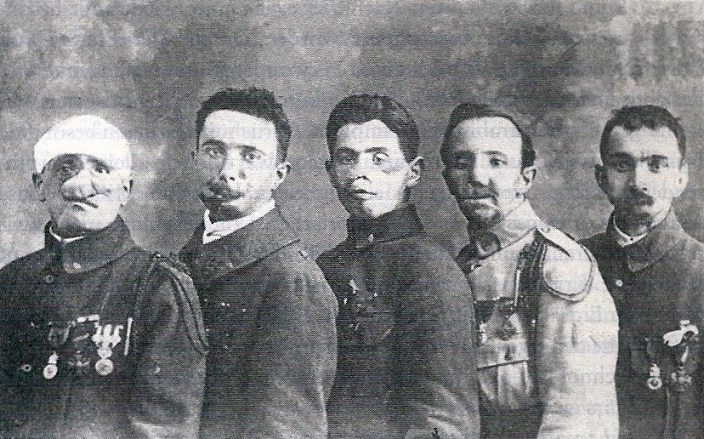
Gueules cassées

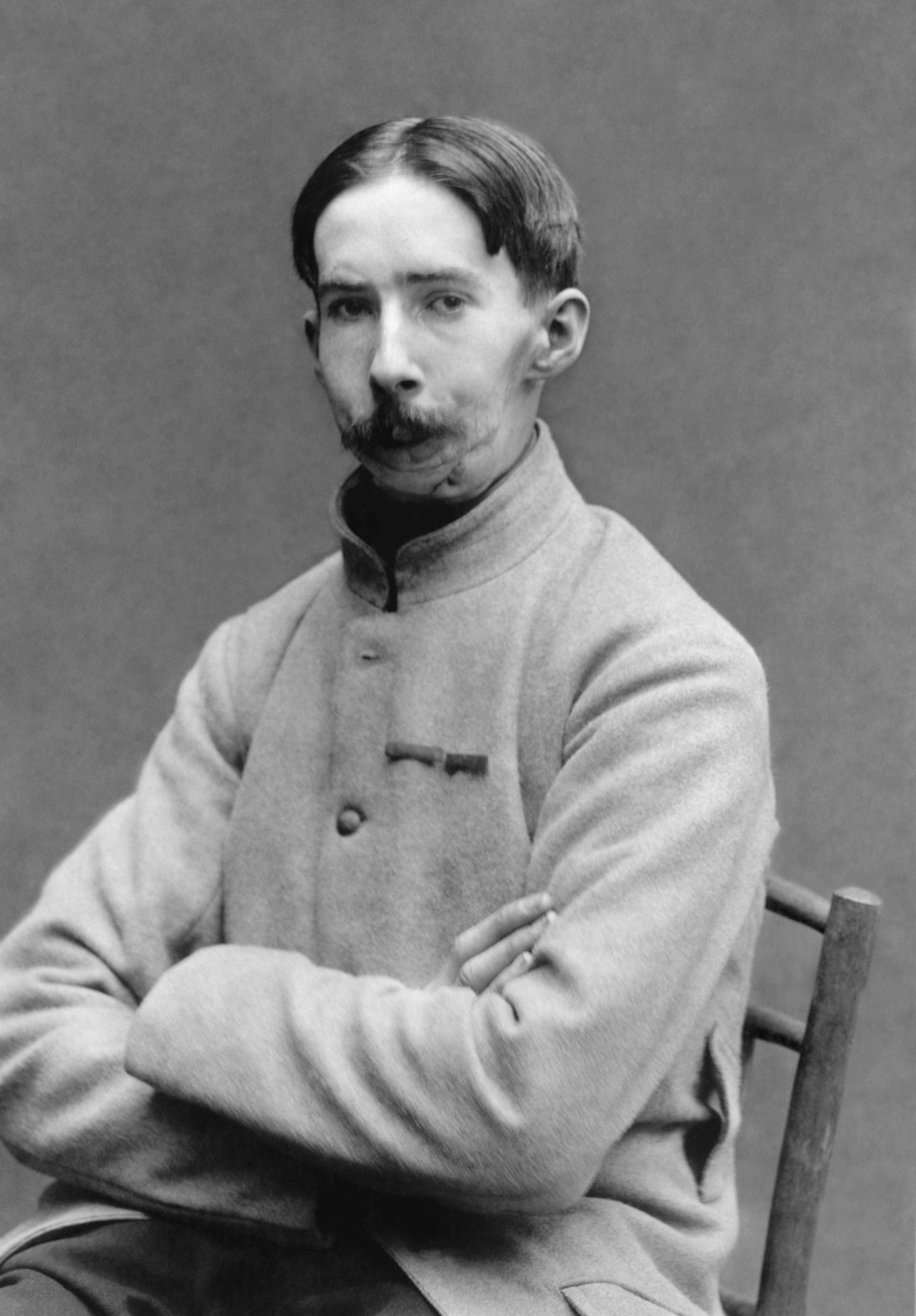
Gueules cassées

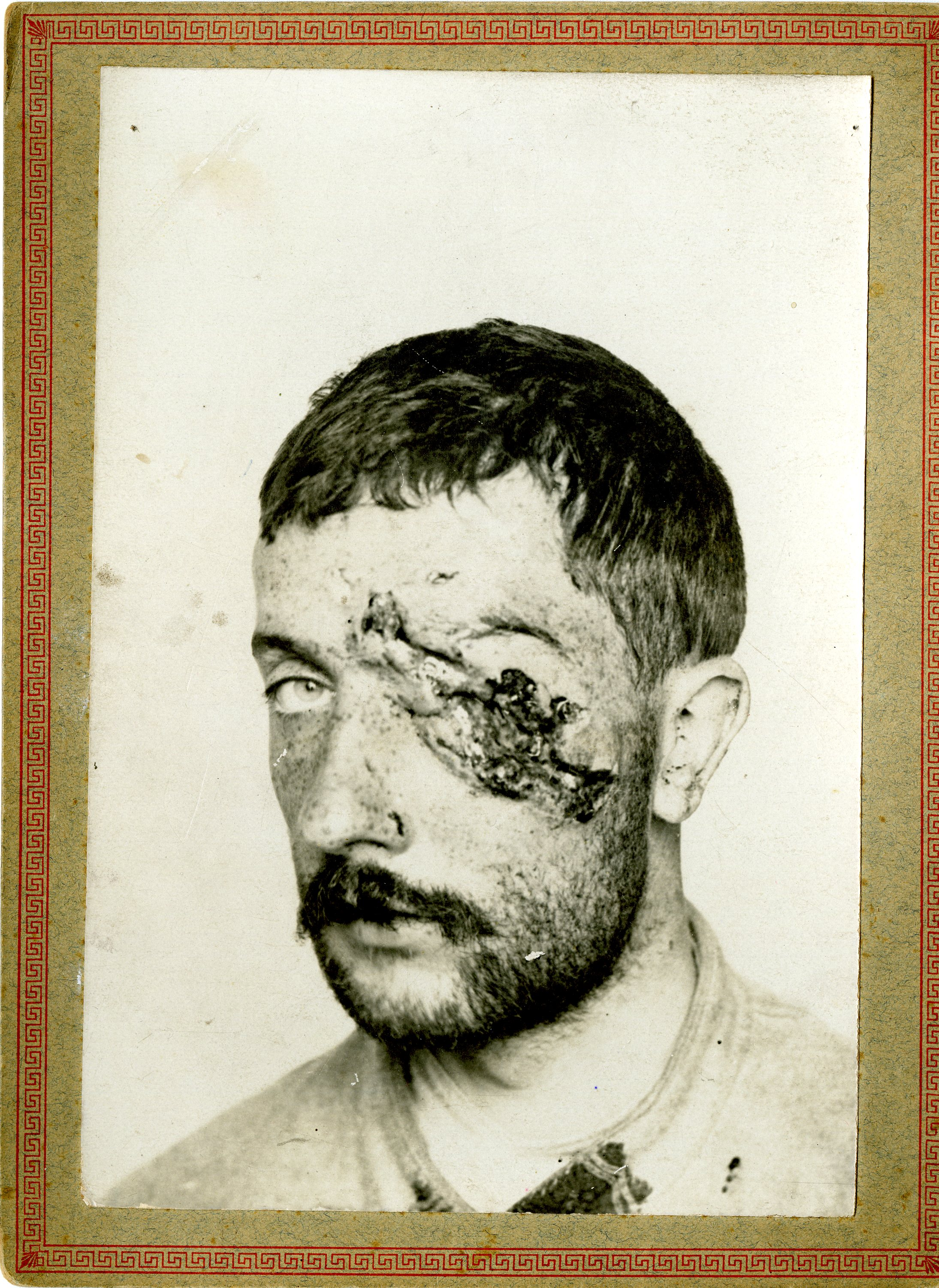
Gueules cassées

Gueules cassées – francuskie określenie żołnierzy ze zniekształconą twarzą, które powstało podczas I wojny światowej, ukute przez pułkownika Yves Picota, kiedy odmówiono mu wstępu na zgromadzenie inwalidów wojennych.

## Historia
Wojna pozycyjna chroniła ciała, ale pozostawiała odsłonięte głowy. Wprowadzenie stalowego hełmu w 1915 roku sprawiło, że urazy głowy były bardziej „przeżywalne”, ale zmniejszenie śmiertelności oznaczało jednocześnie okaleczenie na resztę życia tysięcy żołnierzy.
Na początku wojny rannych w głowę na ogół uważano za niezdolnych do przeżycia i zwykle nie udzielano im pierwszej pomocy. Zmieniło się to w trakcie wojny, ponieważ poczyniono postępy w praktykach medycznych, takich jak chirurgia szczękowo-twarzowa, a przede wszystkim w nowej dziedzinie chirurgii plastycznej. Chirurdzy przeprowadzali eksperymenty z przeszczepami kości, chrząstek i tkanek, a Francuzi Hippolyte Morestin i Léon Dufourmentel oraz Nowozelandczyk Harold Gillies poczynili ogromne postępy. Ze względu na eksperymentalny charakter tych operacji niektórzy postanowili pozostać bez zmian, a innym po prostu nie można było jeszcze pomóc. Niektórym z tych ostatnich pomogły wszelkiego rodzaju nowe protezy, aby wyglądały mniej więcej „normalnie”, co dało początek nowej dziedzinie medycznej anaplastologii.

## Gueules cassées
Szacuje się, że 4,2 miliona Francuzów zostało rannych, z czego około 300 000 zostało sklasyfikowanych jako „okaleczonych”. Spośród nich około 15 000 można nazwać gueules cassées. Zaraz po wojnie osoby ze zniekształconą twarzą nie były uznawane za inwalidów wojennych, nie otrzymywały wsparcia i świadczeń kombatanckich, później jednak to się zmieniło. W 1921 roku powstało Stowarzyszenie Rannych w Twarz i Głowę (fr. Union des blessés de la face et de la tête). Pułkownik Picot był jednym z jego założycieli, a później prezesem stowarzyszenia które istnieje nadal, obecnie pod nazwą Gueules Cassées.